# Alliance of Confessing Evangelicals
L'Alliance of Confessing Evangelicals è un'organizzazione cristiana internazionale; ritiene che gli evangelici abbiano in gran parte dimenticato i fondamenti del Vangelo e si propone di invitare le chiese protestanti, in particolare quelle che si definiscono Riformate, a tornare ai principi della Riforma protestante . A tal fine, produce materiale divulgativo, sia cartaceo che in Internet, trasmette programmi radiofonici e organizza conferenze (Philadelphia Conference on Reformed Theology, Princeton Regional Conference on Reformed Theology, Reformation Società) finalizzati all'insegnamento della versione riformata del messaggio cristiano.
L'alleanza promuove le dottrine tradizionali della Riforma protestante, in particolare il calvinismo, in risposta alla percezione che "la luce della Riforma è stata significativamente offuscata". È stato bollato come "esclusivista" a causa della sua attenzione al pensiero riformato. L'alleanza ha sostenitori anglicani, battisti, cristiani riformati e presbiteriani.
L'alleanza è stata fondata nel 1994 da quelli che erano conosciuti come Ministeri Evangelici quando James Montgomery Boice, allora pastore anziano della Tenth Presbyterian Church di Filadelfia e insegnante del programma radiofonico The Bible Study Hour, chiamò insieme un gruppo di pastori e teologi che la pensavano allo stesso modo di una varietà di confessioni da unire in una causa comune per aiutare a ravvivare la passione "per la verità del Vangelo" all'interno della chiesa.
Il 17-20 aprile 1996, l'alleanza si è riunita a Cambridge, nel Massachusetts, per redigere una dichiarazione che sarebbe stata chiamata Dichiarazione di Cambridge . I firmatari includevano RC Sproul, David F. Wells e Michael Horton.
L'Alliance of Confessing Evangelicals ha sede a Lancaster, Pennsylvania.